# Ranbu no Melody
"Ranbu no Melody" (乱舞のメロディ) é um single da banda de rock japonesa SID, lançado em 1 de dezembro de 2010 pela Ki/oon Records. Tema de abertura do anime Bleach, também apareceu nos programas de televisão a-ha-N e Be-Bop! High Heele. A canção foi incluída no álbum Dead Stock e no álbum de compilação SID Anime Best 2008-2017.
O dublador de Ichigo Kurosaki, Masakazu Morita, fez um cover da canção para o álbum tributo Sid Tribute Album -Anime Songs- de 2023.

## Promoção e lançamento
Em maio, foi anunciado que o "Ranbu no Melody" seria escolhido como tema de abertura do anime Bleach. A música estreou nos episódios do anime em 12 de outubro.
Antes de ser lançada oficialmente em CD, a música estreou no karaokê DAM com um brinde para os que a baixaram. Foi lançada em 1 de dezembro de 2010 três edições: a regular e as limitadas A e B. As edições limitadas acompanhavam o CD e um DVD, este diferente para cada uma das duas, e a edição regular continha apenas o CD com suas 3 faixas: "Ranbu no Melody", o lado-B "Danro" e uma versão ao vivo de "Hosoi Koe".

## Estilo musical e temas
O website CD Journal descreveu a canção como rock com guitarra e bateria agressivas e também uma batida pesada.

## Recepção
Alcançou o quinto lugar na Oricon Albums Chart semanal e ficou na parada por treze semanas. Na parada diária da Recochoku, ficou em primeiro lugar. Em junho de 2011, foi certificado disco de ouro pela RIAJ por vender mais de 100 mil cópias digitais.
É o 4° single mais vendido da banda, de acordo com o ranking da Oricon.
O website Screen Rant ranqueou "Ranbu no Melody" como a melhor música de abertura de Bleach. É a segunda abertura do anime com mais streams no Spotify.

## Faixas
Todas as letras escritas por Mao. 
| N.º            | Título                                            | Música         | Duração |  |
| 1.             | "Ranbu no Melody" (乱舞のメロディ)                | Aki            | 3:53    |  |
| 2.             | "Danro" (暖炉)                                    | Shinji         | 3:21    |  |
| 3.             | "Hosoi Koe" (Live from 『SID Summer Festa 2010』) | Shinji         | 5:14    |  |
| Duração total: | Duração total:                                    | Duração total: | 12:29   |  |

## Ficha técnica
- Mao – vocal
- Shinji – guitarra
- Aki – baixo
- Yūya – bateria